# グランシエル
グランシエルは、2000年にアルゼが開発・販売したパチスロ機である。

## 仕様・特徴
- アレックスに続く4代目コンドルと称される事も多い本機は、アレックスで好評だったフラッシュ演出を更に強化。
- 多彩な演出BGMやフラッシュの組み合わせの妙は、上級者でも楽しめる仕様である。
- アレックスまでの流れと違って、技術介入の難易度は低く、初心者も扱いやすいレベルになっている。
- 複合役を搭載し、リーチ目や15枚役として活用される。特にビッグボーナス中に複合役が成立した場合、きちんと目押しをすれば必ず15枚の払い出しを受けられる。
- 演出が発生した場合、全リール停止後もBGMが流れ続ける。ヤメる際の最終ゲームで演出が発生すると、30秒間延々とBGMが流れてしまうことになる。
- ビッグ中に15枚役・ハズレの出現率で大凡の設定が読み取れる。
- 通常時やボーナス時の小役獲得打法による攻略効果は圧倒的に高く、フル攻略の場合、設定1でもギリギリながら100％を超える。また、難易度も高くないため初心者でも十分に挑戦できるレベルであった。
- その効果の高さから、設定1で営業するホールがほとんどであり、設置期間も短命に終わった。
- 間違えられやすいが、「グランシェル」ではない。

## プレミアム演出
- レバーON時：「コンチネンタル」のファンファーレが流れる。ボーナス確定。
- スペシャルテンパイ音：ボーナス成立ゲーム時にボーナス絵柄がテンパイした時に、3/4の確率で「クランキーコンドル」「サンダーV」「センチュリー21」「オリエンタルII」「タコスロ」「フリッパー3」の6機種の予告音・スタート音等の内のいずれか一つが流れる。音がやや聞き取りづらいのが難点。

どちらも、第3ボタン停止後にWinランプでの確定告知が行われる。

## ボーナス確率・機械割
※メーカー発表の数値
| 設定 | BIG      | REG      | 機械割 |
| ---- | -------- | -------- | ------ |
| 1    | 1/303.41 | 1/655.36 | 97.5%  |
| 2    | 1/292.57 | 1/630.15 | 99.8%  |
| 3    | 1/277.69 | 1/606.81 | 102.4% |
| 4    | 1/260.06 | 1/606.81 | 107.0% |
| 5    | 1/240.94 | 1/606.81 | 111.6% |
| 6    | 1/240.94 | 1/364.09 | 116.6% |